# Dipartimento di Mártires
Mártires è un dipartimento argentino, situato nella parte centrale della provincia del Chubut, con capoluogo Las Plumas.

## Geografia fisica
Esso confina a nord con il dipartimento di Telsen, a est con quelli di Gaiman e Florentino Ameghino, a sud con quello di Escalante, e ad ovest con quelli di Paso de Indios e Gastre.
Il dipartimento fa parte della comarca della Meseta central.

## Società

### Evoluzione demografica
Secondo il censimento del 2010, su un territorio di 15.445 km², la popolazione ammontava a 778 abitanti, con una diminuzione demografica del 20,4% rispetto al censimento del 2001.

## Amministrazione
Nel 2001 il dipartimento comprendeva il solo comune rurale di Las Plumas.